# Симон IV де Монфор
Симон IV де Монфор (1160/1165 — 25 июня 1218, Тулуза) — военный лидер крестового похода против альбигойцев, сеньор де Монфор-л'Амори с 1187 года, 5-й граф Лестер с 1204 года, сеньор Альби и Разеса с 1211 года, герцог Нарбонны, граф Тулузский, виконт Безье и Каркассона с 1216 года.

## Биография

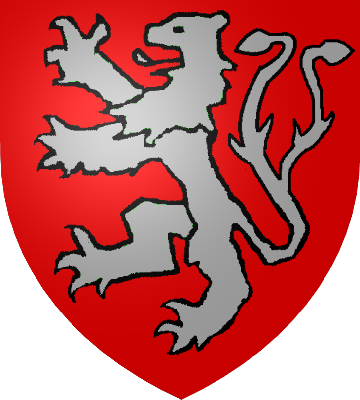
Герб де Монфора

Сын Симона III де Монфора (ум. до 18 июля 1188), графа де Монфор и де Рошфор, и Амиции де Бомон (ум. 3 сентября 1215), дочери Робера де Бомон, 3-го графа Лестера. После смерти отца унаследовал его владения и титул, став бароном де Монфор-л’Амори.
Крестоносец, в 1190—1200 годах сражался в Святой земле. Прославился в основном тем, что отказался участвовать в штурме и разграблении Зары (Задара) — хорватского христианского города, куда направил крестоносцев дож Венеции Энрико Дандоло, желая таким образом использовать крестовый поход для расправы с конкурентами в торговле. Благодаря этому Монфор избежал отлучения от Церкви, которое постигло всех, участвовавших в захвате Зары.
В 1208 году возглавил основанную римским папой истребительную экспедицию против альбигойцев. Его военные акции отличались немалой жестокостью и не меньшей эффективностью; благодаря этому он заслужил как жгучую ненависть окситанцев, так и великое почтение в крестоносном войске. 
В 1213 году разбил войска Педро II Арагонского и Раймунда VI в битве при Мюре, после чего от папы Иннокентия III получил в лен владения Раймунда VI. Битва при Мюре была, пожалуй, самым знаменитым сражением Альбигойского крестового похода, потому что благодаря тактическим талантам Монфора ему удалось наголову разбить намного превосходящие его вражеские силы, изначально находясь в крайне невыигрышной позиции. 

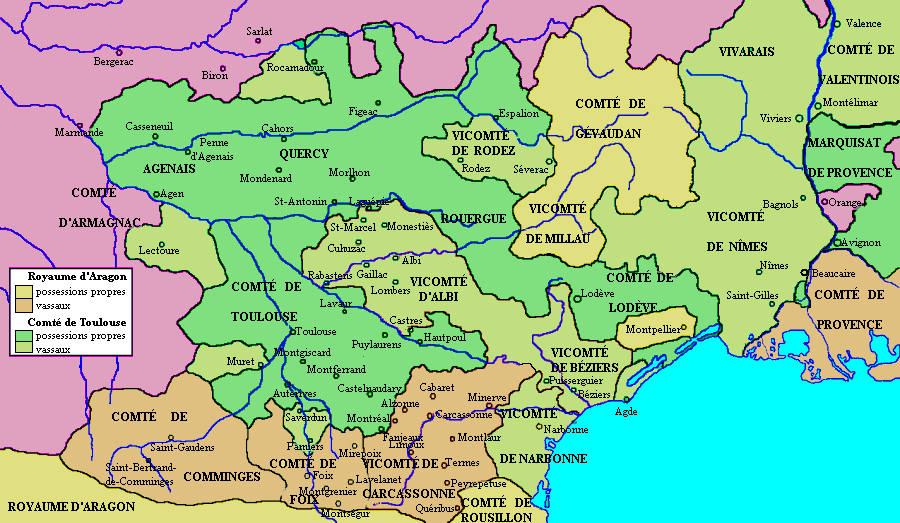
Окситания накануне Альбигойского крестового похода (1209 год)

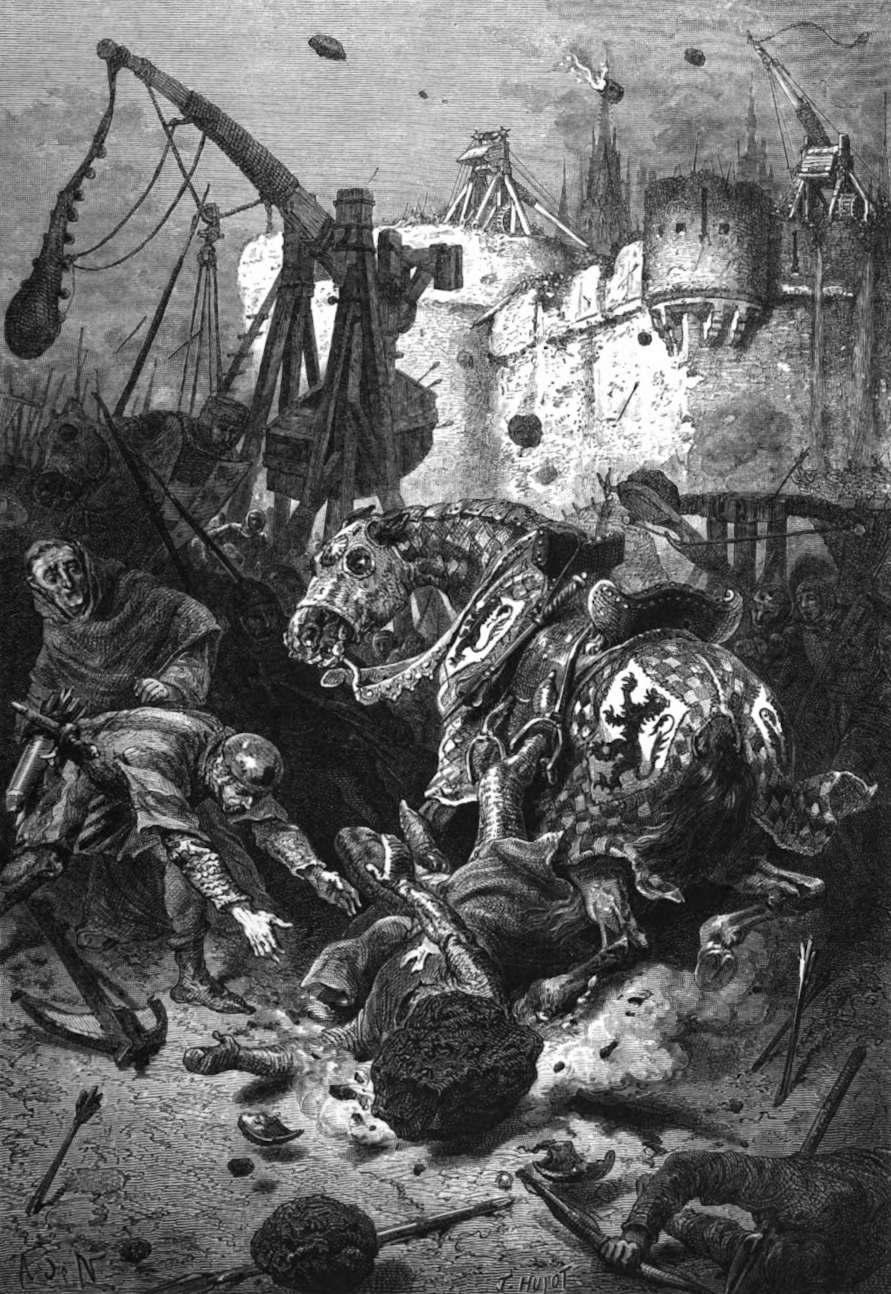
Альфонс де Невиль. Смерть Симона де Монфора во время осады Тулузы

В качестве графа Тулузского пытался активно заниматься законодательной деятельностью, но любви у подданных так и не снискал; при первой же возможности тулузцы восстали против Монфора и снова подчинились прежнему графу.
Убит выстрелом из камнемёта при осаде Тулузы. Был похоронен в городе Каркассон, затем, согласно воле своего старшего сына и наследника Амори, перезахоронен в монастыре неподалёку от родового замка.
Деяния де Монфора в панегирическом духе описал сопровождавший его в походах хронист Петр Сернейский, монах находившегося во владениях графа цистерцианского аббатства Во-де-Серне.

## Брак и дети
Был женат с 1190 года на Алисе де Монморанси (ум. 1221), дочери Бушара V де Монморанси и Лоретты де Эно. Дети:
- Амори VI (1192—1241), граф де Монфор
- Ги (ок. 1195—1220), граф Бигорра благодаря браку с графиней Петрониллой Бигорской
- Симон V (ок. 1208—1265), граф Лестер
- Роберт, умер в детстве
- Петронилла, монахиня
- Амиция (до 1210—1253), жена Готье II де Жуаньи, сеньора Шаторено.
- Лаура, жена Жерара II де Пикиньи, видама Амьена

## В культуре
- Персонаж романа Е. Парнова и снятого по нему фильма «Ларец Марии Медичи. Образ Монфора воплотил актер Николай Ерофеев. Исторический граф де Монфор умер за 26 лет до осады Монсегюра.
- В мини-сериале «Лабиринт» 2012 года роль Симона де Монфора исполнил Джон Линч.

## Комментарии
1. ↑  Иногда используется иной порядок определения очерёдности, согласно которому его называют Симоном V.